# پیهلا
پیهلا (به لاتین: Pihla) یک منطقهٔ مسکونی در استونی است که در شهرستان هیو واقع شده‌است.